# Lotte Tobisch

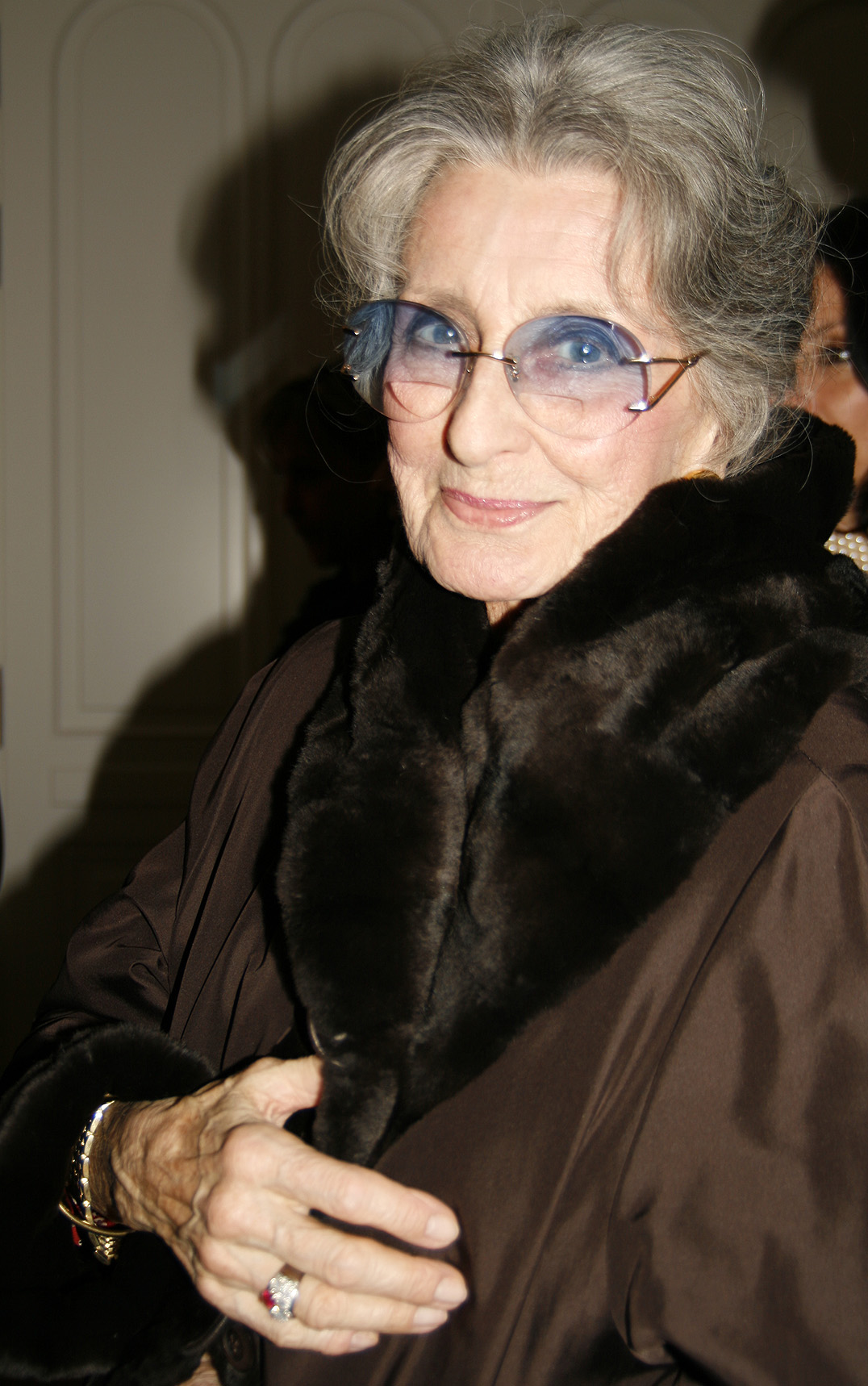
Lotte Tobisch (2008)

Charlotte „Lotte“ Tobisch-Labotýn, auch Lotte Tobisch von Labotýn (* 28. März 1926 in Wien; † 19. Oktober 2019 in Baden), war eine österreichische Managerin, Schauspielerin und Autorin. Sie galt als Grande Dame der Wiener Society und als Inbegriff der eleganten Wiener Salondame.
Große Bekanntheit erlangte sie als Organisatorin des Wiener Opernballs, den sie von 1981 bis 1996 leitete. Zuletzt war sie u. a. als Präsidentin des Vereins Künstler helfen Künstlern in Baden (Niederösterreich) tätig und trat auch gelegentlich in Fernsehsendungen auf.

## Familie
Lotte Tobisch-Labotýn entstammt einer altösterreichischen Patrizierfamilie, deren Vorfahren sich bis 1229 nachweisen lassen. Sie wurde 1926 in Wien als Tochter des Architekten Karl Tobisch-Labotýn (1897–1977) und dessen Ehefrau Nora Anna Josefine Maria Krassl von Traissenegg (1906–2002) geboren, und zwar im Sanatorium Auersperg. Ihr Großvater Karl Anton Josef Tobisch (1860–1932) war Präsident des Landesschulrates von Böhmen und Mähren und wurde 1912 als Ritter Tobisch von Labotýn in den erblichen österreichischen Ritterstand erhoben. Als 1919 in Österreich die Aufhebung des Adels beschlossen wurde, betraf dies auch die Familie Tobisch von Labotýn.
Ihr Stiefvater war Gustav David Lederer (1878–1951); ihre Tante Margarete (1901–1991) war in zweiter Ehe mit Karl Steinhoff, Innenminister der DDR, verheiratet.

## Leben
Sie genoss eine Ausbildung an gehobenen Schulen, wie im Schloss Marquartstein in Oberbayern oder im Wiener Gymnasium Sacre Coeur. Sie absolvierte eine Ausbildung am Franz Schubert Konservatorium. Während die Familie gegen Kriegsende nach Bayern floh, blieb Tobisch allein in Wien, wo sie den 37 Jahre älteren Erhard Buschbeck kennenlernte. Mit ihm ging sie eine Beziehung ein, die bis zu seinem Tod 1960 andauerte. 2013 sagte sie dazu: ... dass ich ausgebüchst bin mit dem Erhard Buschbeck, das war ein Skandal ohnegleichen in meiner Familie. Später lebte sie bis zu dessen Tod mit Michael Simon zusammen, 1963 bis 1967 israelischer Botschafter in Wien.
Als Schauspielerin war sie Schülerin von Raoul Aslan und gab ein frühes Debüt am Wiener Burgtheater, danach auch am Wiener Volkstheater sowie am Theater in der Josefstadt. Im Jahr 1986 erhielt Lotte Tobisch den Ehrenring des Burgtheaters, wo sie zuletzt die Rolle der Kaiserin Maria Theresia spielte. Aber auch als Filmschauspielerin war sie tätig. So spielte sie unter Georg Wilhelm Pabst die Rolle von Eva Braun im Film Der letzte Akt. Am Burgtheater war sie auch als künstlerischer Betriebsrat tätig.
Der breiten Öffentlichkeit ist Lotte Tobisch vor allem als Organisatorin des Wiener Opernballs bekannt, den sie von 1981 bis 1996 leitete.
Unter Wissenschaftsminister Rudolf Scholten, der 1990 bis 1997 amtierte, wurde ihr 1996 die Berufsbezeichnung Professor verliehen.
Über mehrere Jahre führte Tobisch einen Briefwechsel mit dem Philosophen und Soziologen Theodor W. Adorno, der 2003 in Buchform veröffentlicht wurde.
Am 1. Oktober 2007 wurde Tobisch im Wiener Rathaus von Kulturstadtrat Andreas Mailath-Pokorny die Ehrenmedaille der Bundeshauptstadt Wien in Gold verliehen. In den letzten Jahren engagierte sie sich verstärkt für soziale Projekte, unter anderem die Aktion Künstler helfen Künstlern und die Österreichische Alzheimer-Liga.
Bei der Nationalratswahl in Österreich 2017 unterstützte sie die Kandidatur der NEOS. Bei der Landtagswahl in Niederösterreich 2018 unterstützte sie im Wahlkampf die Volkspartei Niederösterreich, insbesondere die niederösterreichische Landeshauptfrau Johanna Mikl-Leitner.

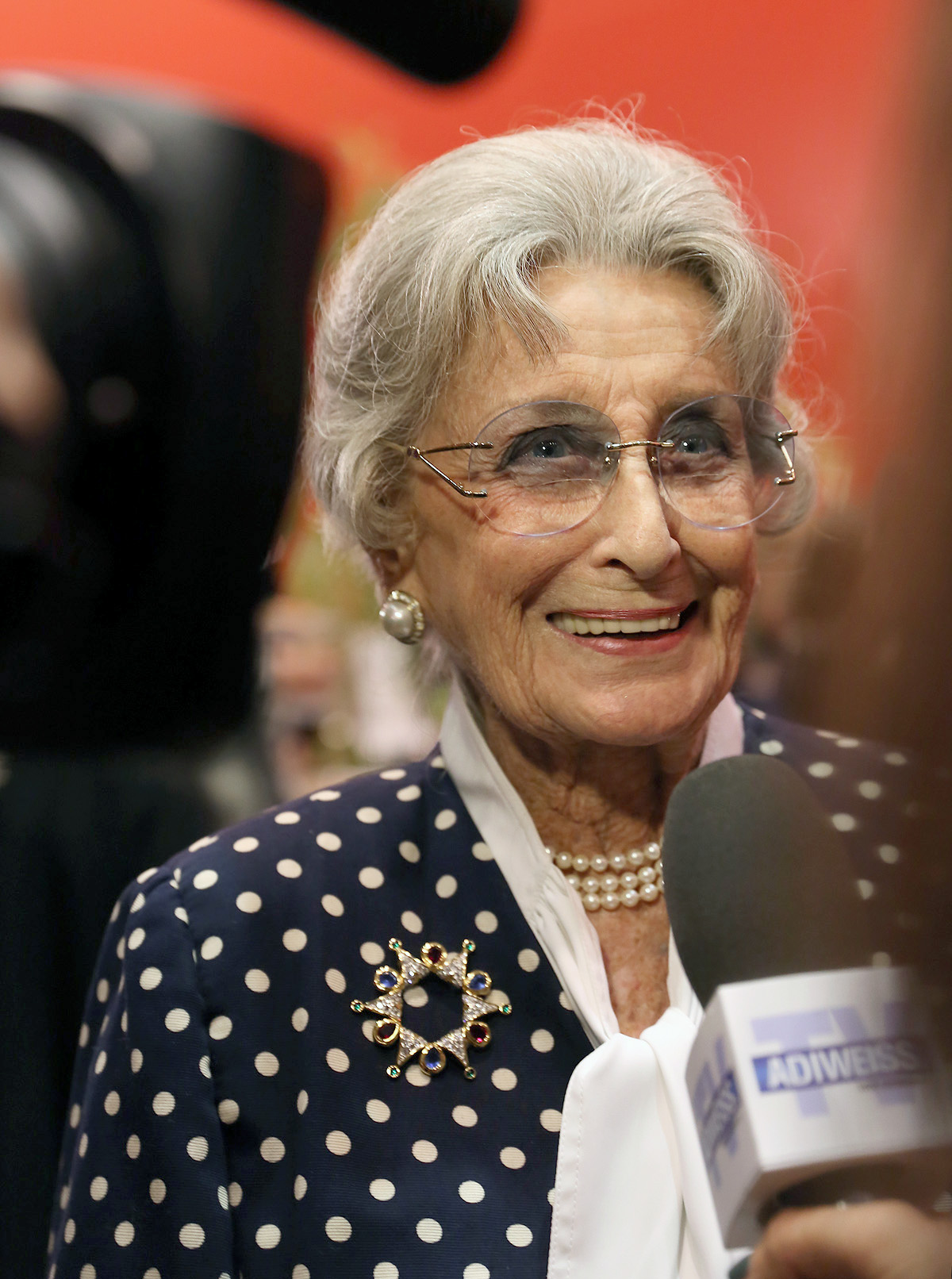
Lotte Tobisch (2013)

Ab 1951 lebte sie in einer 120 m² großen Mietwohnung am Opernring Nr. 8. Sie starb am 19. Oktober 2019 im Alter von 93 Jahren im Künstlerheim in Baden bei Wien.
Ein Teilnachlass von Lotte Tobisch (14 Archivboxen) wurde im Sommer 2020 der Wienbibliothek im Rathaus übergeben.

## Filmografie (Auswahl)
- 1955: Der letzte Akt
- 1955: Don Juan / Don Giovanni
- 1962: Lumpazivagabundus (TV)
- 1964: Das hab ich von Papa gelernt
- 1971: Wenn der Vater mit dem Sohne (TV-Serie, 2 Episoden)
- 2004: Wie Schnee hinter Glas
- 2004: Meine schöne Tochter (TV)

## Weitere Auszeichnungen
- Österreichisches Ehrenkreuz für Wissenschaft und Kunst (1977)[19]
- Großes Ehrenzeichen für Verdienste um die Republik Österreich (1988).[19]
- Goldener Ehrenring des Burgtheaters (1986)[19]